# Zannanza
Zannanza (ejtsd: Cannanca, i. e. 14. század) hettita királyi herceg, I. Szuppiluliumasz hettita nagykirály egyik fia. Nevének jelentése talán: „a király fia”. 
A „Szuppiluliumasz tettei” néven ismert szövegcsoport (CTH 40) egyik méltán érdekes epizódja a kis híján létrejött hettita-egyiptomi perszonálunió előtörténetének elbeszélése. A történet szerint a hettita nagykirály szíriai hadjáratának során, Karkemis városa ostromának közben levelet kapott Egyiptom frissen megözvegyült királynőjétől, Dahamunzutól (a név az egyiptomi ta hemet neszu, „a király felesége” címből ered, tehát tulajdonképpen nem személynév; a legelterjedtebb nézet szerint Tutanhamon feleségéről, Anheszenamonról van szó), amelyben Suppiluliuma egyik fiát kéri férjül önmaga számára, mert saját országában nincs méltó férjjelölt. (Az özvegy második, hasonló tartalmú levelének töredéke előkerült a hettita fővárosból /CTH 170 – KBo 28.51/.) 
Szuppiluliumasz körültekintő vizsgálódás után Zannanzát küldte el Egyiptomba, hogy Dahamunzu férje legyen, de oda valószínűleg sosem érkezett meg, mert útközben meggyilkolták. Erről több forrás is tudósít: egyértelműen állítja ezt II. Murszilisz második pestis elleni imája (CTH 378 – KUB 14.8), és erre utal egy kortárs, ám igen töredékes levél(tervezet), amelyben a gyászoló apa, I. Szuppiluliumasz szemrehányást tesz az időközben az egyiptomi trónt betöltő új fáraónak (valószínűleg Aynak), hogy miért nem küldte haza a feleslegessé vált hettita herceget (KBo 19.20+). Szuppiluliumasz az esetet követően bosszúhadjáratot indított Egyiptom ellen, amelynek során az egyiptomi hadifoglyok pestisként értelmezett betegséget hurcoltak be a Hettita Birodalomba – a hosszú éveken át tomboló járványnak esett áldozatul maga a nagykirály (és utóda) is. A betegség lehetett a tularémia is.
Igen fantáziadús, ám a forrásoknak ellentmondó és bizonyíthatatlan elmélet, amely szerint Zannanzát nem gyilkolták meg útközben, hanem megérkezett Egyiptomba, Szemenhkaré néven elfoglalta a trónt, és csak ezután gyilkolták meg az idegen elemnek tekintett uralkodót.
Egy elmélet szerint az útközben meghalt herceg sebtében balzsamozott holtteste az „E-férfi” (vagy „Kiáltó múmia”), akit a Dejr el-Bahari-i rejtekhelyen találtak. Mások szerint ez a múmia Pentaweré.